# NOFX
NOFX је панк бенд из Калифорније, тачније из Сан Франциска. Њихове песме понекад имају и ска и реге елементе. Бенд чине Fat Mike (право име Mike Burkett), El Hefe (Aaron Abeyta), Eric Melvin и Erik Sandin. Настали су 1983, у једној средњој школи, а прву поставу чинили су Фет Мајк, Ерик Мелвин и Ерик Сандин. Име бенда преузето је од америчког панк бенда Negative FX, из Бостона.

## Студијски албуми
- Liberal Animation (1988. за Wassail Records, направљено је 1500 kopija. Реиздање је изашло 1991. године за идавачку кућу Epitaph; Албум је продуцирао Брет Гуревиц из панк бенда Bad Religion)
- S&M Airlines (1989.)
- Ribbed (1991.)
- White Trash, Two Heebs and a Bean (1992.)
- Punk in Drublic (1994.)
- Heavy Petting Zoo (1996.)
- So Long and Thanks for All the Shoes (1997.)
- Pump Up the Valuum (2000.)
- War on Errorism (2003.)
- Wolves in Wolves' Clothing (2006.)

## EP-ови
- NOFX (1986)
- So What If We're on Mystic! (1986.)
- The P.M.R.C. Can Suck on This! (1987.)
- The Longest Line (1992.)
- Liza and Louise (1992.)
- Don't Call Me White (1994.)
- Leave it Alone (1995.)
- HOFX (1995.)
- Fuck the Kids (1996.)
- Louise and Liza (1997.)
- All of Me (1996.)
- Timmy the Turtle (1999.)
- The Decline (1999.)
- Bottles to the Ground (2000.)
- Pods and Gods (2000.)
- Fat Club 7 (2001.)
- Surfer (2001.)
- Regaining Unconsciousness (2003.)
- 13 Stitches (2003.)
- 7" of the Month Club (2005 - 2006.)
- Never Trust a Hippy (2006.)

## Живи албуми
- I Heard They Suck Live!! (1995.)
- They've Actually Gotten Worse Live! (2007.)

## Са другим бендовима
- Drowning Roses/NOFX Split (1988.)
- BYO Split Series, Vol. 3 (2002.) са панк бендом Rancid

## Компилације
- Maximum Rocknroll (1992)
- 45 or 46 Songs That Weren't Good Enough to Go on Our Other Records (2002.) 2-диска
- 22 Songs that Weren't Good Enough to go on Our Other Records (2002.)
- The Greatest Songs Ever Written (By Us!) (2004.)

## Видео
- Ten Years of Fuckin' Up (1994) VHS Video, kasnije i na DVDu